# Flötenkonzert (Nielsen)
Das Konzert für Flöte und Orchester (dän. Concert for Fløjte og orkester, FS 119) schrieb Carl Nielsen im Jahr 1926 für Holger Gilbert-Jespersen (1890–1975), der der Nachfolger von Paul Hagemann als Flötist des Kopenhagener Bläserquintetts war. Das Konzert in zwei Sätzen wurde bei seiner Uraufführung in Paris in einer gekürzten Version im Oktober 1926 überwiegend positiv aufgenommen. Im Januar des Folgejahres wurde es, diesmal in Kopenhagen, erstmals vollständig gespielt. Heute gehört Nielsens Flötenkonzert zum internationalen Repertoire für das Instrument.

## Hintergrund
Im Jahre 1921 hörte Nielsen, wie das Kopenhagener Bläserquintett Musik von Mozart probte, und war von den musikalischen Fähigkeiten des Ensembles überrascht. Im gleichen Jahr komponierte er sein Bläserquintett für die fünf Musiker. Der letzte Satz des Bläserquintetts ist ein Thema mit Variationen, die die Persönlichkeiten der fünf Instrumentalisten und ihre jeweiligen Instrumente aufgreift, ganz ähnlich wie Edward Elgar seine Freunde in den Enigma-Variationen musikalisch beschreibt. Nielsen kündigte an, er wolle ein Konzert für jeden Musiker des Quintetts schreiben, und begann mit Holger Gilbert-Jespersen. Aufgrund seines schlechten Gesundheitszustands vollendete Nielsen dann nur noch das Klarinettenkonzert im Jahre 1928 für Aage Oxenvad.
Nielsen nahm die Arbeit am Flötenkonzert während seiner Reise durch Deutschland und Italien im August 1926 auf. Es sollte zusammen mit drei weiteren seiner Werke bei einem Konzert am 21. Oktober des Jahres in Paris aufgeführt werden. Wegen eines Magenleidens konnte er die Arbeit nicht rechtzeitig abschließen und so wurde die gekürzte Version mit vorläufigem Ende nötig.

## Rezeption
Bei seiner Uraufführung in Paris in der Maison Gaveau am 21. Oktober 1926 mit dem Orchester der Konzertgesellschaft des Pariser Konservatoriums unter der Leitung von Nielsens Schwiegersohn Emil Telmányi war das Flötenkonzert ein Erfolg. Paul Le Flem schrieb in Comoedia: „Das Konzert für Flöte und Orchester, hervorragend gespielt von Herrn Holger-Gilbert Jespersen, ist das neueste Werk von Herrn Nielsen. Es hat Würze und Schwung und Humor fehlt ihm nicht.“ Jan Meyerheim kam bei seiner Besprechung im Télégramme zu einem anderen Urteil: „Das Flötenkonzert, gespielt von Herrn Jespersen, hat mich nicht berührt; ich habe es nicht verstanden.“ Nielsen sagte, die Uraufführung sei eine der „großartigsten Erfahrungen“ seines Lebens gewesen. Maurice Ravel und Arthur Honegger sollen dabei anwesend gewesen sein. Honegger soll kommentiert haben: „Das berühmte Orchester des Konservatoriums spielte großartig und das Flötenkonzert wurde meisterhaft und mit einem zarten Ton dargeboten - es gab stehenden Beifall und der Solist Gilbert-Jespersen (...) wurde immer wieder auf die Bühne zurückgeholt.“
Am 25. Januar 1927 wurde die vollendete Fassung erstmals beim Musikforeningen in Kopenhagen gespielt. In dieser Fassung gehört es zum internationalen Repertoire des Komponisten wie auch des Instruments.

## Musik
Von der Soloflöte abgesehen umfasst die Besetzung zwei Oboen, zwei Klarinetten, zwei Fagotte, zwei Hörner, Bassposaune, Pauke und Streicher. Im Gegensatz zum traditionellen Stil von Nielsens Violinkonzert greift das Flötenkonzert die avantgardistischen Strömungen der 1920er-Jahre auf und ist nicht durchgängig tonal. Grundsätzlich hat das Werk einen neoklassizistischen Charakter, umfasst aber nur zwei statt (wie in der klassischen Konzertform) drei Sätze.
Der ca. elfminütige 1. Satz, Allegro moderato, bewegt sich zwischen d-Moll, es-Moll und F-Dur. Solopassagen, Dialoge zwischen der Soloflöte und dem Orchester sowie eine Unterhaltung zwischen Klarinette und Fagott charakterisieren ihn. Nach einem unerwarteten Einbruch der Bassposaune tritt die Flöte mit einem Cantabile-Thema in E-Dur in den Vordergrund. Eine Orchesterkadenz führt zu den Eingangsthemen zurück, bevor der Satz ruhig und annähernd in Ges-Dur ausklingt. Vieles in diesem Satz erinnert an Kammermusik mit Flöte und wechselnden anderen Instrumenten.
Nielsen beschreibt den Beginn des ungefähr siebenminütigen 2. Satzes (Allegretto: Adagio ma non troppo; Allegretto) als „etwas unangenehm in einigen Noten, die das Orchester spielt, aber die Atmosphäre entspannt sich schnell wieder, und wenn die Soloflöte hinzukommt, geschieht dies mit kindlicher Unschuld.“ Der melodiöse Anfang des Satzes schwankt zwischen Allegretto und Adagio, bevor die Musik in einer Tempo di marcia-Variation über den Beginn zur Ruhe kommt. Die Bassposaune fängt mit einer abschließenden Reihe verspielter Schleifer an, mit denen das Werk auch endet.